# أندي روبنسون (لاعب كرة قدم)
أندي روبنسون (بالإنجليزية: Andy Robinson)‏ (3 نوفمبر 1979 في المملكة المتحدة - ) هو لاعب كرة قدم بريطاني في مركز الوسط. لعب مع ستوكبورت كونتي وسوانزي سيتي وشروزبري تاون وليدز يونايتد ونادي ترانمير روفرز لكرة القدم.

## وصلات خارجية
- أندي روبنسون (لاعب كرة قدم) على موقع قاعدة بيانات كرة القدم.إي يو (الإنجليزية)
- أندي روبنسون (لاعب كرة قدم) على موقع Soccerbase.com (لاعب) (الإنجليزية)